# 英雄十三傑
『英雄十三傑』（十三太保、THE HEROIC ONES）は、香港のショウ・ブラザーズが1970年に製作した映画。張徹（チャン・チェ）監督作品。唐末の英雄「十三太保」をモチーフとした倪匡の小説『十三太保』が原作。
主人公の李存孝は義兄たちの陰謀で殺されたことになっているが、史実では実際に反乱を起こして処刑されている。

## あらすじ
883年。黄巣の乱で占領された長安を奪還すべく、唐朝側について、李克用の養子たち「十三太保」が戦い、黄巣軍を倒す。その後、朱温の悪巧みにより李克用は殺されかかるが、史敬思の身を挺した戦いにより、救われる。だが、残った義兄弟たちにも内輪もめが起き、悲劇的な結末となる。

## キャスト
- デビッド・チャン（リー・ツンシャオ（李存孝）、李克用の第13番目の義子）
- ティ・ロン（シー・チンツー（史敬思）、李克用の第11番目の義子）
- チン・ハン（リー・ツーユアン（李嗣源）、李克用の1番目の義子）
- クー・フェン（リー・クーヨン（李克用））
- チェン・シン（チュー・ウェン（朱温））
- ワン・チュン（カン・チュンリ（康君利）、李克用の第12番目の義子）
- ジェームズ・ナム（リー・ツンシン（李存信）、李克用の4番目の義子）
- ラウ・カーウィン（リー・ツンショウ（李存受）、李克用の第10番目の義子）
- ヤン・スエ（メン将軍（孟絶海）、黄巣軍の将軍）